# پاپ الیون ندایی
پاپ الیون ندایی (انگلیسی: Pape-Alioune Ndiaye؛ زادهٔ ۴ فوریهٔ ۱۹۹۸) بازیکن فوتبال اهل فرانسه است.
از باشگاه‌هایی که در آن بازی کرده‌است می‌توان به باشگاه فوتبال فورسکلا پولتاوا اشاره کرد.